# Tramwaje w San Juan
Tramwaje w San Juan − zlikwidowany system komunikacji tramwajowej w stolicy Portoryko, San Juan, działający w latach 1880−1946.

## Historia
Pierwszą linię tramwajową w San Juan otwarto w 1880, była to linia tramwaju parowego, która zaczynała się w starej części miasta, a kończyła się w Río Piedras. Linia o długości 12 km i rozstawie szyn wynoszący 750 mm została w całości poprowadzona wzdłuż Av. Ponce de León. W 1900 spółka San Juan Light & Transit Co. wykupiła linię tramwaju parowego i zakupiła 17 tramwajów elektrycznych u dwóch producentów ze Stanów Zjednoczonych:
- 10 wagonów z American Car Co. w St. Louis (nr 1−10)
- 7 wagonów z John Stephenson Co. w Nowym Jorku (nr 11−17)

Wraz z elektryfikacją linii zmieniono także rozstaw szyn na 1435 mm. Otwarcie 13 km linii tramwaju elektrycznego nastąpiło 1 stycznia 1901. Łącznie na trasie było 40 przystanków, które zostały ponumerowane. Numeracja zaczynała się od centrum San Juan. Około 1903 zbudowano odgałęzienie na wysokości 23 przystanku do Parku nad brzegiem oceanu Atlantyckiego. W 1906 dotychczasowy operator został przejęty przez Porto Rico Railways Co. Przedsiębiorstwo to utworzyło spółkę zależną Porto Rico Railway, Light & Power Co., która zajmowała się między innymi eksploatacją tramwajów. W 1907 powstała kolejna spółka zależna Caguas Tramway, której zadaniem była eksploatacja budowanej 28 km linii z Río Piedras do Caguas. Linia tramwaju elektrycznego miała mieć rozstaw szyn wynoszący 1435 mm. Jeszcze w czasie budowy zmieniono rozstaw szyn na 1000 mm i zrezygnowano z elektryfikacji. Zamówione tramwaje w John Stephenson Co. do obsługi linii przekazano do eksploatacji w San Juan, gdzie nadano im nr 18−25. Linię otwarto w 1908 i była obsługiwana przez parowozy. W 1910 Porto Rico Railway, Light & Power Co. zamówiło 10 czteroosiowych tramwajów w John Stephenson Co. W San Juan nadano im nr od 26 do 35. W 1911 zbudowano linię tramwajową przez Condado do istniejącej końcówki Park. Była to ostatnia wybudowana linia tramwajowa w San Juan, podobnie jak cała sieć tramwajowa była to linia jednotorowa. W 1924 w mieście było 35 tramwajów i 23,3 km tras tramwajowych. W 1926 spółka zamówiła 6 tramwajów w firmie Perley A. Thomas Car Works w High Point. Zamówione tramwaje mierzyły 14 m długości w środku było 65 miejsc siedzących. Tramwajom nadano nr od 37 do 42. 13 września 1928 nad miastem przeszedł huragan Okeechobee, który zniszczył zajezdnię tramwajową w Río Piedras oraz linię tramwajową także do Río Piedras. Zajezdni oraz linii nigdy nie odbudowano. Od 1928 tramwaje nocowały w pobliżu końcówki Park. Po przejściu huraganu w mieście nie zostało zniszczonych 11 tramwajów w tym wszystkie tramwaje wyprodukowane w 1926. Od 20 lipca 1942 operator stał się spółką zależną od Water Resources Authority/Autoridad de Fuentes Fluviales. Tramwajom w tym czasie nadano nowe numery: od 1 do 6 otrzymały wagony z 1926, natomiast nr od 7 do 11 otrzymały wagony, które zostały przebudowane. Sieć tramwajową zamknięto 1 października 1946.